# Tipula subinfuscata
Tipula subinfuscata är en tvåvingeart som beskrevs av Samuel Wendell Williston  1896. Tipula subinfuscata ingår i släktet Tipula och familjen storharkrankar. Inga underarter finns listade i Catalogue of Life.